# UFC Fight Night: Maynard vs. Diaz
 UFC Fight Night: Maynard vs. Diaz (conosciuto anche come UFC Fight Night 20), è stato un evento di arti marziali miste tenuto dalla Ultimate Fighting Championship l'11 gennaio 2010 al Patriot Center di Fairfax, negli Stati Uniti. 

## Risultati
|                            | Divisione                  |                            |                            |                            | Metodo                                       | Round                      | Tempo                      | Premio                     |
| Card Principale (Spike TV) | Card Principale (Spike TV) | Card Principale (Spike TV) | Card Principale (Spike TV) | Card Principale (Spike TV) | Card Principale (Spike TV)                   | Card Principale (Spike TV) | Card Principale (Spike TV) | Card Principale (Spike TV) |
| -------------------------- | -------------------------- | -------------------------- | -------------------------- | -------------------------- | -------------------------------------------- | -------------------------- | -------------------------- | -------------------------- |
|                            | Pesi leggeri               | Gray Maynard               | batte                      | Nate Diaz                  | Decisione non unanime (28-29, 30-27, 29-28)  | 3                          | 5:00                       |                            |
|                            | Pesi leggeri               | Evan Dunham                | batte                      | Efrain Escudero            | Sottomissione (armbar)                       | 3                          | 1:59                       | SOTN                       |
|                            | Pesi medi                  | Aaron Simpson              | batte                      | Tom Lawlor                 | Decisione non unanime (28-29, 29-28, 29-28)  | 3                          | 5:00                       | FOTN                       |
|                            | Pesi welter                | Amir Sadollah              | batte                      | Brad Blackburn             | Decisione unanime (30-27, 30-27, 30-27)      | 3                          | 5:00                       |                            |
| Card Preliminare           |                            |                            |                            |                            |                                              |                            |                            |                            |
|                            | Pesi medi                  | Chris Leben                | batte                      | Jay Silva                  | Decisione unanime (30-27, 30-27, 30-27)      | 3                          | 5:00                       |                            |
|                            | Pesi welter                | Rick Story                 | batte                      | Jesse Lennox               | Decisione non unanime (30-27, 30-27, 28-29)  | 3                          | 5:00                       |                            |
|                            | Pesi leggeri               | Thiago Tavares             | vs.                        | Nik Lentz                  | Pareggio maggioritario (28-28, 28-28, 28-29) | 3                          | 5:00                       |                            |
|                            | Pesi welter                | Rory MacDonald             | batte                      | Mike Guymon                | Sottomissione (armbar)                       | 1                          | 4:27                       |                            |
|                            | Pesi leggeri               | Rafael dos Anjos           | batte                      | Kyle Bradley               | Decisione unanime (30-27, 30-27, 30-27)      | 3                          | 5:00                       |                            |
|                            | Pesi medi                  | Gerald Harris              | batte                      | John Salter                | TKO (pugni)                                  | 3                          | 3:24                       | KOTN                       |
|                            | Pesi medi                  | Nick Catone                | batte                      | Jesse Forbes               | Decisione non unanime (28-29, 29-28, 29-28)  | 3                          | 5:00                       |                            |

## Premi
I lottatori premiati ricevettero un bonus di 30.000 dollari.
Legenda:
- FOTN: Fight of the Night (vengono premiati entrambi gli atleti per il miglior incontro dell'evento)
- KOTN: Knockout of the Night (viene premiato il vincitore per il migliore knockout dell'evento)
- SOTN: Performance of the Night (viene premiato il vincitore per la migliore sottomissione dell'evento)